# Szachar Perkiss
Szachar Perkiss (hebr. ‏שחר פרקיס‎; ur. 14 października 1962 w Hajfie) – izraelski tenisista, reprezentant kraju w Pucharze Davisa, olimpijczyk z Seulu (1988).

## Kariera tenisowa
Zawodowym tenisistą był w latach 1984–1990.
Perkiss jest finalistą jednego turnieju o randze ATP World Tour w grze pojedynczej, natomiast w grze podwójnej wygrał jeden tytuł z trzech rozegranych finałów.
W latach 1981–1992 reprezentował Izrael w Pucharze Davisa notując w singlu bilans dwunastu zwycięstw i pięciu porażek, a w deblu sześć wygranych przy ośmiu przegranych.
W 1988 zagrał na igrzyskach olimpijskich w Seulu odpadając z rywalizacji w pierwszej rundzie gry pojedynczej, po porażce z Javierem Franą z Argentyny.
W rankingu gry pojedynczej najwyżej był na 53. miejscu (4 marca 1985), a w klasyfikacji gry podwójnej na 54. pozycji (11 listopada 1985).

### Finały w turniejach ATP World Tour
| Legenda                                      |
| -------------------------------------------- |
| Wielki Szlem                                 |
| Igrzyska olimpijskie                         |
| Tennis Masters Cup / ATP Finals              |
| ATP Masters Series / ATP Tour Masters 1000   |
| ATP International Series Gold / ATP Tour 500 |
| ATP International Series / ATP Tour 250      |

#### Gra pojedyncza (0–1)
| Końcowy wynik | Nr | Data             | Turniej       | Nawierzchnia | Przeciwnik       | Wynik finału |
| ------------- | -- | ---------------- | ------------- | ------------ | ---------------- | ------------ |
| Finalista     | 1. | 16 września 1984 | Tel Awiw-Jafa | Twarda       | Aaron Krickstein | 4:6, 1:6     |

#### Gra podwójna (1–2)
| Końcowy wynik | Nr | Data                 | Turniej       | Nawierzchnia | Partner            | Przeciwnicy                           | Wynik finału  |
| ------------- | -- | -------------------- | ------------- | ------------ | ------------------ | ------------------------------------- | ------------- |
| Finalista     | 1. | 7 kwietnia 1985      | Monte Carlo   | Ceglana      | Szelomo Glickstein | Pavel Složil Tomáš Šmíd               | 2:6, 3:6      |
| Finalista     | 2. | 13 października 1985 | Johannesburg  | Twarda       | Amos Mansdorf      | Colin Dowdeswell Christo Van Rensburg | 6:3, 6:7, 4:6 |
| Zwycięzca     | 1. | 18 października 1987 | Tel Awiw-Jafa | Twarda       | Gilad Blum         | Wolfgang Popp Huub van Boeckel        | 6:2, 6:4      |